# Ректороманоскопія
Ректороманоскопія (також Сигмоїдоскопія; англ. rectoromanoscopy, sigmoidoscopy; абревіатура РРС) — малоінвазивне медичне обстеження товстої кишки від прямої кишки до найближчої частини товстої кишки — сигмоподібної кишки. Є одним із варіантів ендоскопії. Ректороманоскопія схожа на колоноскопію, але при РРС досліджується лише сигмоподібна, найдистальніша частина товстої кишки, тоді як при колоноскопії — вся товста кишка.
Застосовується для виявлення уражень внутрішньої частини прямої та дистальної частки сигмоподібної кишки. Існує два типи ректороманоскопії: гнучка, при якій використовується гнучкий ректороманоскоп, і жорстка, при якій використовується жорсткий ректороманоскоп. Ректороманоскопія з використанням жорсткого тубусу може бути виконана для лікування проблем заднього проходу або прямої кишки. Незважаючи на те, що за допомогою ректороманоскопії можна оглянути лише відносно невелику ділянку товстої кишки, проте це ті ділянки, які найчастіше уражаються колоректальним раком.

## Техніка проведення процедури

### Ректороманоскопія жорстким ректороманоскопом
З'явилася у клінічній практиці раніше від ректороманоскопії гнучким приладом. Ця жорстка трубка з джерелом світла ~25–32 см завдовжки та 2,5 см завширшки. Підготовка до проведення жорсткої ректороманскопії залежить від клінічних проявів у хворого. Якщо діареї немає, то перед проведенням (як правило, за 10-12 годин) слід зробити високу очисну клізму та дати несильне проносне (найчастіше макрогол або, за необхідності, лимонна кислота разом з оксидом магнію і пікосульфатом натрію). Рідше спорожнення кишок проводиться введенням супозиторію безпосередньо перед дослідженням. Перед початком введення ректороманоскопа проводять пальцеве ректальне дослідження.
Безпосередньо перед початком проведення РРС вирішується питання про положення хворого під час процедури. Якщо стан хворого дозволяє, то перевагу віддають колінно-ліктьовому, яке сприяє випрямленню ходу сигмоподібної кишки. Іноді за можливості з максимальним зміщенням тулуба вліво, опорою лівого плеча на кушетку. Якщо стан хворого незадовільний, можливе проведення процедури в положенні на спині. Іноді для проведення дослідження пацієнт укладається на лівий бік, у так звану позу Сімса. Тубус жорсткого ректороманоскопа після його збирання разом із обтуратором змащується перед введенням рідким вазеліном. Обстежуваному пропонується спокійно дихати. Тубус вкручується без нажиму, щоб його ввести в анус у загальному напрямку пупка. Після введення обтуратор прибирається, напрямок просування змінюється під прямим візуальним контролем лікаря. Він починає здавлювати грушу, під'єднану до тубуса, задля введення повітря у через тубус у кишку для її роздування, аби полегшити проведення тубуса ректороманоскопа далі, тому що діаметр кишки коливається від 2 до 5 см. Триває обстеження від 10 до 20 хвилин. Під час процедури пацієнт може відчувати тиск і легкі судоми внизу живота, але почуватиметься краще, коли повітря вийде з товстої кишки.
Під час проведення ректороманоскопа лікар через окуляр оцінює стан слизової оболонки кишки. Відзначається наявність чи відсутність гіперемії її, набряку, нашарувань, дефектів тощо. Просування жорсткого ректороманоскопа здійснюється до 30-35 см від анального отвору. Під час проведення ректороманоскопії жорстким ректороманоскопом за необхідності здійснюють через тубус взяття мазка зі слизової кишки чи з поверхні виявлених дефектів задля проведення мікроскопічного дослідження, бактеріологічного посіву. За наявності одиничних виразок чи ерозій, що сильно кровоточать, можлива електрокоагуляція (припалювання) через тубус місця кровотечі за допомогою відповідного провідника з електрокоагуляційного апарата. За необхідності через тубус можливе введення лікарських засобів місцево, безпосередньо в ураження.
Незважаючи на те, що ректороманоскопія загалом вважається досить безпечною, вона може призвести до дуже рідкісного розриву кишкової стінки інструментом, що може вимагати негайного хірургічного втручання для закриття розриву. Крім того, видалення поліпа іноді може призвести до локальної кровотечі, яка не зупиняється припалюванням і повинна бути зупинена хірургічним втручанням.

### Ректороманоскопія гнучким ректороманоскопом
Підготовка відповідає такій при проведенні маніпуляції жорстким. Товста і пряма кишки повинні бути повністю порожніми, щоб гнучка ректороманоскопія була ретельною та безпечною, тому пацієнт повинен пити лише прозору рідину протягом 12-24 годин перед цим — включає в себе бульйон, проціджений фруктовий сік, воду, звичайну каву, звичайний чай або дієтичні безалкогольні напої.
Гнучкий ректороманоскоп складається з пучка оптичних волокон, які дають візуальне зображення. Його можна зігнути на кінчику в чотирьох напрямках за допомогою елементів керування в основі, щоб ним можна було маневрувати через часто змінену сигмоподібну кишку. Тубус також містить джерело світла на кінчику для освітлення кишечника, а також окремі проходи для закачування повітря та води, для всмоктування рідини та для введення таких інструментів, як щипці для біопсії. Цей тубус має менший діаметр, ніж жорсткі, і викликає у пацієнта менше дискомфорту через свою гнучкість. Оператор може бачити орган безпосередньо через збільшувальний окуляр або опосередковано через відеомонітор. Останній дозволяє записувати на відео підозрілі ураження. Як жорсткі, так і гнучкі тубуси можуть бути оснащені фотокамерою.

## Протипоказання
Специфічні протипоказання до ректороманоскопії: підозра на перитоніт, масивну кишкову кровотечу, перфорація кишки, гострий дивертикуліт товстої кишки.

## Результати проведення ректороманоскопії

### При синдромі дизентерії
При ураженні нижніх відділів товстої кишки по типу дизентерії (найчастіше при шигельозі) розвивається ознаки гемоколіту. При ректороманоскопічному дослідженні спостерігається гіперемія слизової оболонки, її набряклість, кровоточивість при легкому контакті з тубусом, різної поширеності та кількості крововиливі, ерозії чи виразки. У типових випадках шигельозу ректороманоскопія, зазвичай, недоцільна. Вона має суттєве підкріплення для діагностиці стертого або субклінічного перебігу, при проведенні диференційної діагностики у випадках відсутності ефекту від адекватної антибактеріальної терапії. Виявлення катарально-ерозивних, виразкових змін слизової оболонки свідчить на користь проктосигмоїдиту і дає певну підтримку лікарю в клініко-патогенетичному обґрунтуванні шигельозу.
Наявність виразок без змін слизової оболонки між ними є підозрілим на кишковий амебіаз.
При балантидіазі відзначається посилення проліферації епітелію кишкових крипт, некроз його з утворенням ерозій, на місці яких надалі можуть формуватися глибокі виразки. Вони розташовані переважно у місцях перегинів кишкової стінки в сліпій, сигмоподібній і прямій кишках. Виразки різняться за розміром і часом утворення, їхні краї нерівні, підриті, дно вкрите желеподібними некротичними масами, часто кров'янисто-чорного відтінку. Навколишні ділянки слизової оболонки почервонілі, набряклі.

### При псевдомембранозному коліті

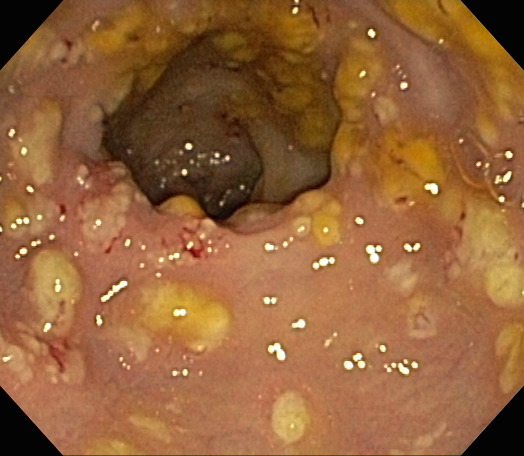
Типова картина слизової оболонки при псевдомембранозному коліті

При цьому спостерігаються світлі відкладення фібрину в товстій кишці, частина з яких плямиста, частина з них злита.

### При неспецифічному виразковому коліті
При цій хворобі спостерігається відсутність судинного малюнку на стінках сигмоподібної кишки, крововиливи в її стінці, дифузна еритема там, ерозії та виразки на запалених ділянках, часто аж до зливних виразок, контактна кровоточивість стінки.

### При колоректальному раку

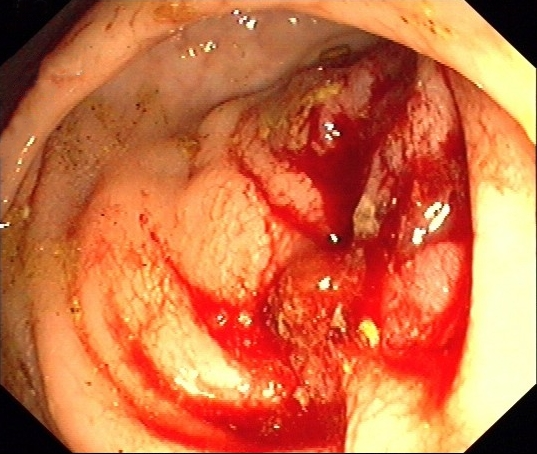
Стеноз прямої кишки через злоякісну пухлину (фотознімок через сигмоскоп)

Оскільки понад 80 % колоректального раку виникає внаслідок малігнизації аденоматозних поліпів, то їх можна видалити, зазвичай за допомогою ректороманоскопії, і таким чином запобігти їхньому перетворенню на рак. При колоректальному раку спостерігається поліпоподібне ураження, як зростає всередину просвіту кишки, з частим виразкуванням верхівки. За клінічною картиною може нагадувати початок шигельозу. Цьому захворюванню можна запобігти, якщо виявити та видалити аденоматозні поліпи. Незважаючи на те, що більшість цих поліпів не є раковими, цю можливість можна знехтувати лише гістологічним дослідженням, яке вимагає їхнього видалення. Захворюваність на колоректальний рак різко зростає після 50 років. Люди без симптомів повинні проходити ректороманоскопію у віці 50 років і, якщо результат негативний, тест слід повторювати кожні три-п'ять років. Особам із симптомами та особам із сімейним анамнезом колоректального раку слід починати регулярні обстеження у віці 40 років або молодше.
Під час ректороманоскопічного дослідження виконується біопсія підозрілого на рак утворення з подальшим патогістологічним аналізом біоптату.